# Saint-Priest-en-Murat
Saint-Priest-en-Murat is een gemeente in het Franse departement Allier (regio Auvergne-Rhône-Alpes) en telt 252 inwoners (2005). De plaats maakt deel uit van het arrondissement Montluçon.

## Geografie
De oppervlakte van Saint-Priest-en-Murat bedraagt 24,3 km², de bevolkingsdichtheid is 10,4 inwoners per km².
De onderstaande kaart toont de ligging van Saint-Priest-en-Murat met de belangrijkste infrastructuur en aangrenzende gemeenten.

## Demografie
Onderstaande figuur toont het verloop van het inwonertal (bron: INSEE-tellingen).
Vanwege een beveiligingsprobleem met de MediaWiki Graph-software is het momenteel niet mogelijk deze grafiek weer te geven. Zodra de software is bijgewerkt zal de grafiek vanzelf weer zichtbaar worden.